# Cá chình moray California
cá lịch biển California (danh pháp khoa học: Gymnothorax mordax) là một loài cá lịch biển, được tìm thấy ở phía đông Thái Bình Dương ở độ sâu đến 40 m. Chiều dài của nó lên đến 152 cm. Chúng sống thọ đến 30 tuổi và có không có xương chậu, vây ngực, hoặc nắp mang.

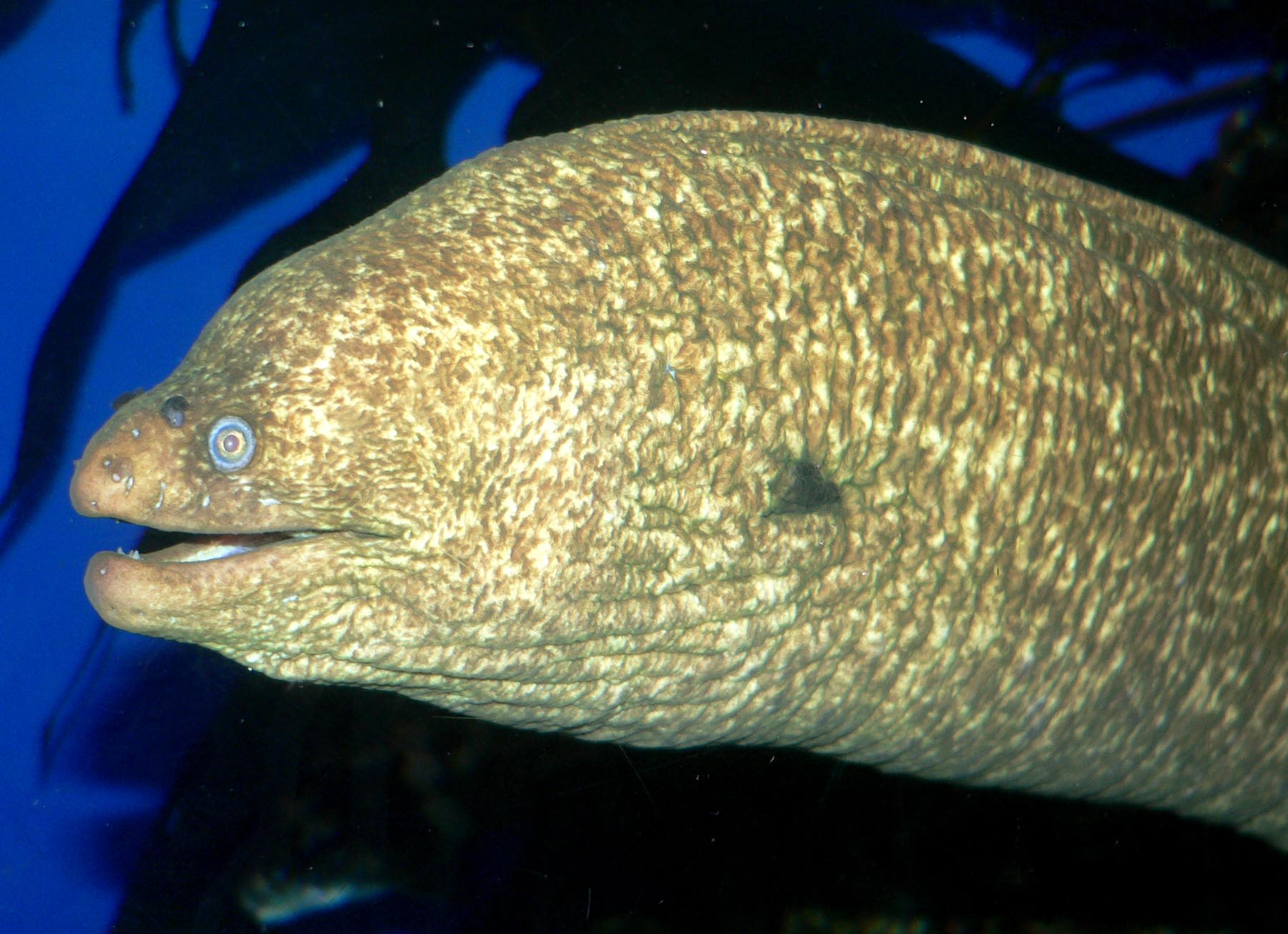
cá lịch biển California
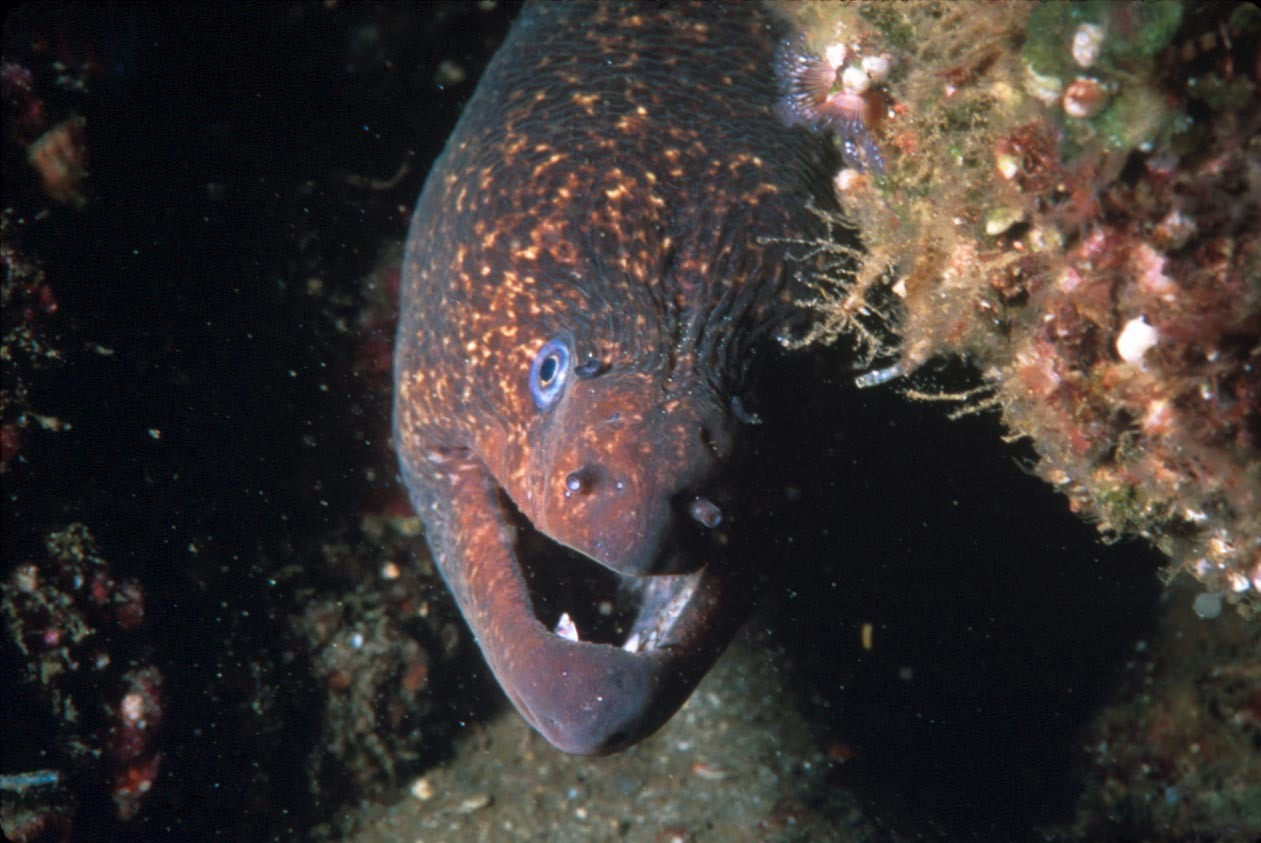
cá lịch biển California
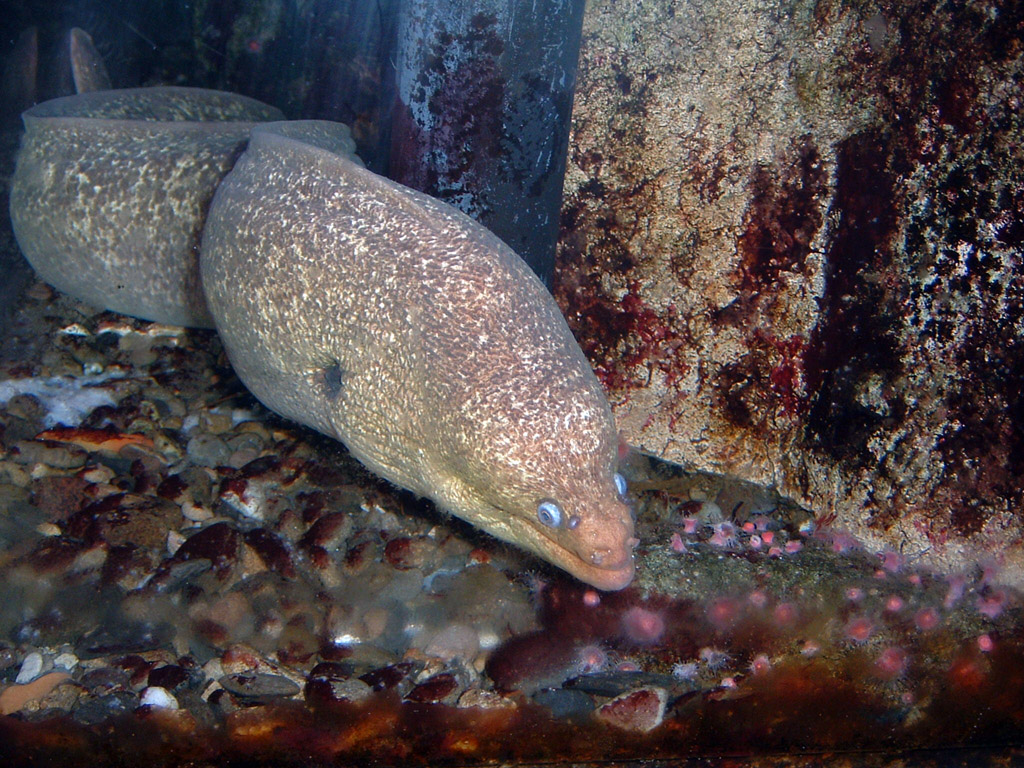
cá lịch biển California